# Transtrand
Transtrand est une localité de Suède dans la commune de Malung-Sälen située dans le comté de Dalécarlie.
Sa population était de 367 habitants en 2019.